# Талкыш-калеве
Талкыш-калеве (тат. талкыш кәләвә) — национальное татарское кондитерское изделие, имеющее вид пирамидок небольшого размера с волокнистой структурой. Является одним из национальных гастрономических символов Татарстана.

## Описание
Блюдо является творческим переосмыслением ряда кондитерских изделий турецкой кухни.
Классический рецепт блюда был записан известным татарским кулинаром Юнусом Ахмедзяновым и опубликован в его книге «Татарские блюда» в 1961 году. Приготовление талкыш-калеве требует от кондитера большой внимательности и точности следования рецептуре, поэтому его приготовлением обычно занимаются сразу несколько человек. В качестве основы блюда используется традиционный татарский десерт — алба или альба. Для этого в неглубокой посуде растапливается сливочное или топлёное масло, маленькими порциями насыпается мука и жарится при непрерывном помешивании, до получения рассыпчатой, как толокно, массы, однородной по цвету. После того, как алба станет более жидкой по консистенции, с проступившим на ней ровным слоем маслом, она считается готовой. После этого массе дают отстояться некоторое время.
Для приготовления медовой массы, мёд смешивается с водой и сахаром и варится до тех пор, пока комочек массы растягиваемый между пальцами не начнёт тянуться и ломаться с хрустом. Готовую медовую массу выливают в охлаждённую посуду, смазанную маслом, и ставят её в холодную воду, это нужно делать очень быстро, при этом массу нужно со всех сторон поддевать ножом, чтобы она не затвердела. После того, как масса слегка загустеет, её перекладывают на разделочную доску и растягивают руками, складывая пополам, проделывая эти операции быстро, но при этом не допуская разрыва массы, до получения белой, блестящей тянучей консистенции. После этого медовую массу соединяют с альбой, также быстро складывая массу пополам и снова растягивая, до тех пор пока она не начнёт вытягиваться тонкими белыми волокнами, которыми наполняют форму (рюмку или другую ёмкость). Готовую талкыш-калеве перекладывают в посуду с крышкой и охлаждают.

## История
Возникновение блюда связано с именем кулинара Борхана Сафиуллина (по другим источникам Борхан Сайфуллин) и относится по времени к концу XIX века. По семейному преданию потомков Сафиуллина, он синтезировал рецепт талкыш-калеве, работая в кондитерской в турецком плену, во время русско-турецкой войны 1877—1878 годов. Вернувшись в Казань, Борхан начал готовить и продавать блюдо, которое вскоре завоевало большую популярность. Впоследствии приготовление талкыш-калеве стало семейным предприятием, которое продолжили дети и внуки кулинара. В настоящее время производством кондитерского изделия занимается праправнучка Борхана Сафиуллина — Алсу Халиуллина.